# Ciboure
Ciboure (Ziburu em basco) é uma comuna francesa na região administrativa da Nova Aquitânia, no departamento dos Pirenéus Atlânticos. Estende-se por uma área de 7,44 km². Em 2010 a comuna tinha 6 399 habitantes (densidade: 860,1 hab./km²).